# Asplenium interjectum
Asplenium interjectum är en svartbräkenväxtart som beskrevs av Christ. Asplenium interjectum ingår i släktet Asplenium och familjen Aspleniaceae. Inga underarter finns listade.